# Tragedia człowieka
Tragedia człowieka (węg. Az ember tragédiája) – poemat Imre Madácha, główne dzieło węgierskiej dramaturgii (1860). Poemat ten przetłumaczono na ponad 18 języków. Jakkolwiek jest dosyć długi (ponad 4000 wersów), daje się go z powodzeniem wystawiać na scenie. Gości on stale zarówno na węgierskich scenach teatralnych, jak również w teatrach w Polsce, Czechach, Niemczech i innych krajach. Reżyserzy przedstawiają czasem jego adaptacje. Tragedia człowieka jest też lekturą w węgierskich szkołach średnich, a wiele wersów stało się powszechnie używanymi cytatami. Ilustracje w wydaniach książkowych, jak też projekty scenografii, są również na wysokim poziomie artystycznym. Ich autorami byli często znani graficy i malarze. W latach 70. wyprodukowano również Tragedię człowieka w wersji filmu animowanego.
Głównymi bohaterami są Adam, Ewa, Lucyfer i Pan Bóg. Adam i Lucyfer podróżują poprzez czas i przestrzeń, odwiedzając różne miejsca w ważnych momentach historii ludzkości. Lucyfer próbuje przy tym przekonać Adama, iż życie człowieka jest bezsensowne, a ludzkość jest skazana na potępienie.
Na język polski Tragedię człowieka tłumaczyli Lew Kaltenbergh i Bohdan Zadura.